# マムズ
マムズ（フランス語: Mamoudzou）は、フランスの海外県であるマヨットの首都。マヨット本島であるグランドテール（大島）東側に位置し、プチトテール（小島）西部に位置する旧首都ザウジの対岸にある。
もともとコモロ全域の首都はザウジにおかれていたものの、交通が不便な上土地が狭かったため、すでに19世紀にはマムズに行政都市を建設する構想があった。1960年、コモロの首都がグランドコモロ島のモロニに移転し、これを発端としてマヨットが1976年にフランスにとどまることを選択した際、マヨットも新首都建設を決議し、1977年の法令77-129によってマムズは首都となった。なお、ザウジは同法によって暫定首都に指定されていたが、2023年8月24日にマムズが正式な首都となった。

## 気候
ケッペンの気候区分ではサバナ気候（Aw）に属する。
| マムズの気候         | マムズの気候 | マムズの気候 | マムズの気候 | マムズの気候 | マムズの気候 | マムズの気候 | マムズの気候 | マムズの気候 | マムズの気候 | マムズの気候 | マムズの気候 | マムズの気候 | マムズの気候  |
| 月                   | 1月          | 2月          | 3月          | 4月          | 5月          | 6月          | 7月          | 8月          | 9月          | 10月         | 11月         | 12月         | 年            |
| -------------------- | ------------ | ------------ | ------------ | ------------ | ------------ | ------------ | ------------ | ------------ | ------------ | ------------ | ------------ | ------------ | ------------- |
| 日平均気温 °C （°F） | 27 (81)      | 27 (81)      | 27 (81)      | 27 (81)      | 26 (79)      | 25 (77)      | 24 (75)      | 24 (75)      | 24 (75)      | 25 (77)      | 26 (79)      | 27 (81)      | 25 (77)       |
| 降水量 mm （inch）   | 352 (13.86)  | 214 (8.43)   | 159 (6.26)   | 107 (4.21)   | 53 (2.09)    | 15 (0.59)    | 10 (0.39)    | 9 (0.35)     | 7 (0.28)     | 39 (1.54)    | 88 (3.46)    | 179 (7.05)   | 1,231 (48.46) |
| 出典：weatherbase    |              |              |              |              |              |              |              |              |              |              |              |              |               |